# Врява и безумство
Врява и безумство е роман, написан от американския автор Уилям Фокнър. В него откриваме няколко различни стила на разказване, включително техниката известна като поток на съзнанието, сред чиито пионери са европейските романисти от 20 век Джеймс Джойс и Вирджиния Улф. Публикуван през 1929, Врява и безумство е четвъртият роман на Фолкнър. Той не става веднага комерсиален успех. През 1931, обаче, когато е публикуван шестият роман на Фокнър, Светилището, сензационната история, която Фолкнър по-късно твърди, че е написана само за пари – Врява и безумство също постига търговски успех и Фокнър започва да става обект на внимание от литературните критици.
През 1998, Modern Library класира Врява и безумство на шесто място в своята класация на 100 най-добри романа от 20 век на английски език.

## Сюжет
Врява и безумство се развива в измисления Окръг Йокнапатофа. Романът е концентриран върху семейство Компсън, бивши аристократи от Юга, които се борят да се справят с разпадането на семейството си и неговата репутация. В течение на тридесет години, семейството преживява финансов крах, губи своята религиозна вяра и уважението на град Джеферсън и много от тях умират трагично. Романът е разделен на четири отделни глави. Първата, 7 април 1928, е написан от перспективата на Бенджамин „Бенджи“ Компсън, 33-годишен мъж със сериозни умствени увреждания. Главата за Бенджи се характеризира със силно непоследователен стил на разказване с чести скокове в хронологията. Втората глава, 2 юни 1910, се фокусира върху Куентин Компсън, по-възрастният брат на Бенджи и събитията довели до самоубийството му. В третата глава, 6 април 1928, Фокнър пише от гледната точка на Джейсън, циничният по-малък брат на Куентин. В четвъртата и последна глава, развиваща се един ден след първата, на 8 април 1928, Фокнър въвежда гледната точка на всезнаещо трето лице Faulkner. Последната глава се фокусира основно върху Дилси, един от цветнокожите слуги на Компсън. Джейсън също е във фокус в главата, но Фокнър създава мимолетно впечатление за мислите и деянията на всеки един от семейството.
Читателят може би би желал да погледне в Джобният Фокнър за четиристраничната история на семейство Компсън. Фокнър заявява впоследствие, че е искал да напише историята по същото време, по което пише Врява и безумство.

### Част 1: 7 април 1928
Първата част на романа е разказана от Бенджамин „Бенджи“ Компсън, източник на срам за семейството, поради намаления му умствен капацитет; единствените герои, които показват искрена загриженост за него са Кади, неговата по-възрастна сестра; и Дилси, най-възрастната слугиня. Неговият разказвателен израз се характеризира предимно със своята нелинейност: обхващащ периода 1898 – 1928, разказа на Бенджи е поредица от нехронологични събития, представени в непрекъснат поток на съзнанието. Наличието на курсив в частта на Бенджи е с цел да покаже значителни промени в повествованието. Първоначално Фокнър предвижда да използва различни цветове мастило, за да означи хронологичните прекъсвания. Тази нелинейност прави стила на тази част особено предизвикателен, но стилът на Бенджи развива канадс, който макар и не хронологически последователен, представя безпристрастен поглед върху истинската мотивация на много герои. Освен това, гледача на Бенджи се променя, за да означи времевия период: Лъстър в настоящето, Т.П. в юношеските години на Бенджи и Върш – по време на детството.
В тази част виждаме трите страсти на Бенджи: огънят, игрището за голф върху земята, която преди е принадлежала на семейство Компсън, и неговата сестра Кади. Но през 1928 Кади е изгонена от дома на Комспън след като съпруга ѝ се развежда с нея, защото нейното дете не е и негово, а семейството е продало любимото си пасище на местния голф клуб, за да финансира обучението на Куентин в Харвард. В началната сцена, Бенджи, придружен от Лъстър, момче-слуга, гледа голфърите на близкото игрище за голф, като чака да чуе тяхното извикване „caddie“ – името на любимата му сестра. Когато един от играчите извиква своето голф кеди, съзнанието на Бенджи се впуска във вихрено течение на спомени за неговата сестра Кади, фокусирайки се върху критични сцени. През 1898 когато тяхната баба умира, четирите деца на Комспън са накарани да играят навън по време на погребението. За да види какво се случва вътре, Кади се изкачва на едно дърво в двора и докато гледа вътре, нейните братя – Куентин, Джейсън и Бенджи – гледат нагоре и забелязват, че бельото ѝ е мръсно. Това е първият спомен на Бенджи и той асоциира Кади с дърветата от останалата част от неговата арка, често казвайки, че тя мирише като дърветата. Други важни спомени в тази част са смяната името на Бенджи (от Маури, името на неговия чичо) през 1900, след откриването на увреждането му; сватбата и развода на Кади (1910), и кастрация на Бенджи, резултат от нападение над момиче, което е намекнато за кратко в тази част, когато една врата е оставена незаключена и Бенджи е навън без надзор.
Читателите често съобщават за трудности при разбирането на тази част от романа поради импресионистичния език, наложен от умствените способности на Бенджамин и неговите чести промени във времето и пространството.

### Част 2: 2 юни 1910
Куентин, най-интелигентното и тормозено дете на Комспънови, дава най-добрия пример в ромата за техниката на разказване на Фокнър. Ние го виждаме като първокурсник в Харвард, скитащ по улиците на Кеймбридж, да съзерцава смъртта и да си спомня за отчуждението на сестра му от семейството. Подобно на първата част, неговият разказ не е стриктно линеен, въпреки че двете преплитащи се теми, тази на Куентин в Харвард от една страна и неговите спомени от друга са ясно различими.
Оснавната мания на Куентин е девствеността и непорочността на Кади. Той е обсебен от южняшките идеали на рицарството и защитава жените, осебено неговата сестра. Когато Кади се замесва в безразборни сексуални контакти, Куентин е ужасен. Той се обръща към баща си за помощ и съвет, но прагматичният г-н Компсън му казва, че девствеността е измислена от мъжете и не трябва да се разглежда сериозно. Също така му казва и че времето ще излекува всичко. Куентин прекарва доста време, за да докаже, че баща му греши, но не е в състояние да го направи. Малко преди Куентин да напусне Харвард през есента на 1909, Кади забременява от Далтън Еймс, с когото Куентин се конфронтира. Двамата се сбиват, Куентин губи позорно, а Кади е обречена, заради Куентин, никога да не говори с Далтън отново. Куентин казва на баща си, че те са извършили кръвосмешение, но баща му знае, че той лъже. Идеята Куентин за кръвосмешението е оформена от идеята, че ако те „могат току-така да направят нещо толкова ужасно, то те са избягали в ада“, той може да предпази сестра си, като ѝ наложи каквото и да е наказание, което тя може да издържи. В своето съзнание, той чувства нуждата да поеме отговорност за греха на Кади. Бременна и сама, Кади след това се омъжва за Хърбърт Хед, когото Куентин намира за отблъскващ, но Кади е непоколебима: тя трябва да се омъжи преди раждането на детето. Хърбърт установява, че детето не е негово и отпраща майката и дъщерята в срам. Странстванията на Куентин из Харвард, когато той напуска часовете, следват модела на неговата мъка от загубата на Кади. Така например, той среща малко момиче, имигрант от италиански произход, което не говори английски. Показателно, той я нарича „сестричке“ и прекарва по-голямата част от деня в опити да осъществи комуникация с нея и в неуспешни грижи за нея и помощ в търсене на дома ѝ. Той размишлява с тъга за падението и мизерията на Юга след Американската гражданска война. И тъй като той не може да се справи с аморалността на света, който го заобикаля, той извършва самоубийство.
И докато много читатели, които четат книгата за първи път, съобщават, че частта за Бенджи е трудна за разбиране, същите тези читатели често намират частта за Куентин за почти невъзможна. Не само, че хронологическите събития се смесват редовно, но често (особено в края) Фокнър напълно пренебрегва всякакво подобие на граматика, правопис или пунктуация, а вместо това пише в лъкатушеща поредица от думи, фрази или изречения, които нямат никакво разделяне, което да покаже къде завършва една мисъл и започва друга. Това объркване се дължи на тежката депресия на Куентин влошаващото се състояние на ума, и поради тази причина Куентин е дори по-ненадежден разказвач и от брат си Бенджи. Поради сложността на тази част, тя е често най-обширно изследвана от изучаващите романа.

### Част 3: 6 април 1928
Третата част е разказана от Джейсън, третото дете и любимец на Керълайн. Тя се случва един ден преди частта за Бенджи, на Разпети петък. От частите на тримата братя, тази на Джейсън е най-разбираема, отразявайки праволинейното му желание за материално богатство. Към 1928, Джейсън е икономическа опора на семейството си след смъртта на баща си. Той издържа майка си, Бенджи и Мис Куентин (дъщерята на Кади), а също така и слугите. Неговата роля го прави озлобен и циничен с малко от страстната чувствителност, която притежават неговия по-голям брат и сестра му. Той отива толкова далеч, че изнудва Кади да го направи единствен пазител на Мис Куентин, тогава използва тази роля, за да краде издръжката, която Кади изпраща за своята дъщеря.
Това е първата част, която е разказана последователно. Тя следва хода на Разпети петък, денят, в който Джейсън решава да си тръгне от работа, за да търси Мис Куентин, която отново е избягала, изглеждайки за да палува. Тук ние наблюдаваме най-непосредствено конфликта между две доминиращи черти на семейство Компсън, които майката на Джейсън отдава на разликата между нейната кръв и тази на съпруга ѝ: от една страна, безразсъдството и страстта на Мис Куентин, наследена от нейния дядо и в крайна сметка от страната на Комспън; от друга, безпощадния цинизъм на Джейсън, наследен по майчина линия. Тази част ни дава и най-ясна представа за домашния живот в домакинството на Компсън, който за Джейсън и слугите означава грижа за хипондричката Керълайн и за Бенджи.

### Част 4: 8 април 1928
8 април 1928 е Великата неделя. Тази част, единствената без само един разказвач от първо лице, се фокусира върху Дилси, могъщият матриарх на семейството тъмнокожи слуги. Тя, за разлика от западащите Компсънови, черпи голяма сила от вярата си, застанала като горда фигура на фона за загиващото семейство. Може да се каже, че Дилси черпи своята сила като гледа отвън (т.е. извън себе си за подкрепа), докато Компсънови стават слаби като гледат навътре.
На тази Велика неделя, Дилси завежда своето семейство и Бенджи на „цветната“ църква. Чрез нея ние усещаме последиците от упадъка и покварата, в които Компсънови живеят от десетилетия. С Дилси са се отнасяли лошо и е тормозена, но въпреки това остава лоялна. Тя, с подкрепата на своя внук Лъстър, се грижи за Бенджи, като го води на църква и се опитва да го отведе до спасение. Проповедта на свещеника я вдъхновява да плаче за семейство Компсън, което ѝ напомня, че тя е видяла упадъка на семейството, на който е свидетел и днес.
Междувременно напрежението между Джейсън и мис Куентин достига неизбежния си край. Семейството открива, че мис Куентин е избягала посред нощ с работника от карнавала, след като е открила скритите пари в килера на Джейсън и ги е взела заедно със своите собствени пари (помощта от Кади, която Джейсън е откраднал). Джейсън се обажда на полицията и им казва, че парите му са откраднати, но тъй като това означава да признае, че е присвоил парите на Куентин, той не настоява за разследване. Затова той тръгва да я търси сам, но загубва следите ѝ в близкия Мотсън и я оставя да си замине.
След църквата, Дилси разрешава на своя внук Лъстър да повози Бенджи на грохналия семеен файтон до гробището. Лъстър, независимо от рутинното състояние на Бенджи, обърква пътя и минава покрай един паметник. Истеричните ридания и изблици на насилие на Бенджи могат да бъдат укротени само от Джейсън, който разбира как най-добре да успокои брат си. Джейсън ошамарва Лъстър, обръща файтона обратно и Бенджи изведнъж замлъква. Лъстър се обръща, за да види Бенджи и вижда Бенджи да изпуска своето цвете. Очите на Бенджи са „... отново празни и сини и ведри.“

### Приложение: Компсън: 1699 – 1945
През 1945, Фокнър пише допълнение към романа, което да излезе в предстоящото към него момент издаване на антологията Джобният Фокнър. По повелята на Фокнър обаче, следващите издания на Врява и безумство често съдържат допълнението в края на книгата; то често се определя като пета част. Написано шестнадесет години след Врява и безумство, допълнинието съдържа някои разлики в текста на романа, но служи, за да осветли някои неразбираеми пасажи.
Допълнението е представено като пълна история на потеклото на семейство Компсън, започвайки с пристигането на техния предшественик Куентин Маклахлан в Америка през 1779 и продължава до 1945, включително събития, които се случват след романа (който се появява през 1928). По-специално, допълнението разкрива, че Карълайн Компсън умира през 1933, след което Джейсън дава Бенджи в държавно учреждение; уволнява тъмнокожите слуги; продава остатъка от земята на Компсън; и се премества в апартамент над магазина за земеделски стоки. Разкрива се също така, че преди много години Джейсън се е обявил за законен настойник на Бенджи, без знанието на майка им, и използва този статус, за да бъде кастриран Бенджи.
Допълнението разкрива и съдбата на Кади, последно видяна в романа, когато нейната дъщеря Куентин е още бебе. След като се омъжва и развежда за втори път, Кади се премества в Париж, където живее по време на немската окупация. През 1943 библиотекарят в окръг Йокнапатофа открива в списание фотография на Кади в компанията на немски щабен генерал и се опитва поотделно да наеме Джейсън и Дилси да я спасят; Джейсън, който пърноначално признава, че снимката е на неговата сестра, впоследствие отрича, че това е тя, след като разбира, че библиотекарят иска неговата помощ, докато Дилси се преструва, че не може да различи снимката изобщо. По-късно библиотекарят осъзнава, че докато Джейсън остава студен и бездушен към Кади, Дилси просто разбира, че Кади нито иска, нито се нуждае от спасение от немците, тъй като не ѝ остава нищо друго.
Допълнението завършва с равносметка на семейството тъмнокожи, които работят като слуги на Компсънови. За разлика от описанията за самите Компсън, които са дълги, детайлни и разказани от всеоведуща перспектива, описанията на слугите са прости и по-кратки. Появяването на Дилси, последно в допълнението, съдържа две думи: „Те устояха.“

## Герои
- Джейсън Компсън III – главата на семейство Компсън, адвокат, който е посещавал Южния университет: нихилистичен мислител и алкохолик, чиито цинични мнения торзозят неговия син, Киентин. Той също така разказва няколко глави в Авесаломе, Авесаломе!.
- Керълайн Баскомб Компсън – съпруга на Джейсън Компсън III: самовглъбена невротичка, която никога не е показвала привързаност към някое от своите деца с изключение на Джейсън, когото изглежда харесва само защото той застава на нейна страна в семейството. На стари години се превръща в злоупотребяващ хипохондрик.
- Куентин Компсън III – най-голямото дете на Компсън: страстен и невротичен, той извършва самоубийство като трагична кулминация на вредното влияние на нихилистичната философия на неговия баща и на собствената си невъзможност да се справи с безразборните сексуални контакти на своята сестра. Той се появява като герой и в Авесаломе, Авесаломе!. Мостът над река Чарлз, където той се самоубива, носи паметна плоча, за да напомня за живото и смъртта на героя.
- Кандис „Кади“ Компсън – второто дете на Компсън, волева и грижовна. Тя е единственият човек, който реално се грижи за Бенджи и тя е най-добрият приятел на Куентин. Според Фокнър, тя е истинският герой в романа. Кади никога не повишава глас, а по-скоро позволява емоциите на братята ѝ спрямо нея да развиват образа ѝ.
- Джейсън Комспън IV – злобното, расистко трето дете, което е смутено от паричен дълг и сексуална неудовлетвореност. Той работи в магазин за селскостопански стоки, собственост на човек на име Ърл и става глава на семейство през 1912. Той присвоява издръжките на Мис Куентин години наред.
- Бенджамин („Бенджи“, роден „Мори“) Компсън – умствено увреденото четвърто дете, което е постоянен източник на срам и мъка за семейството си, специално за неговата майка, която е настояла името му да се промени на Бенджамин. Кади е единственият член на семейството, който показва искрено любов към него. Има почти като животните „шесто чувство“ за хората, тъй като е способен да каже, че Кади е загубила девствеността си само като я помирисва. Прототипът на образа на Бенджи може би води началото си от една скица на Фокнър от 1925 в нюорлеанския Times Picayune, озаглавена „Царството Божие“.
- Дилси Гибсън – матриарх на семейството слуги, което включва трите ѝ деца – Върш, Фрони и Т.П. – и нейният внук Лъстър (син на Фрон); те служат като гледачи на Бенджамин през целия му живот. Наблюдател на разрухата на семейство Компсън.
- Мис Куентин Компсън – дъщеря на Кади, която отива да живее с Комспънови, под грижите на Джейсън IV, когато Хърбърт се развежда с Кади. Тя е много дива и склонна към безразборен секс и в крайна сметка се изнася от дома. Наричана често от читателите Куентин II или Мис Куентин, за да се отличи от чичо си, на когото е кръстена.

## Стил и структура
Четирите части на романа свързват много едни и същи епизоди, всеки от различна гледна точка и следователно с акцент върху различни теми и събития. Това преплитане и нелинейна структура прави съставянето на едно истинско резюме на романа трудно, специално понеже разказващите са ненадеждни всеки по свой си начин, правейки техните описания незадължително достоверни във всеки момент. В тази книга, Фокнър също така използва курсив, за да посочи точките във всяка част, където разказа се връща към някой значим момент в миналото. Използването на този курсив може да бъде объркващо, още повече тези времеви прескачания невинаги са маркирани чрез употребата на курсив и периоди от различно време във всяка част не е задължително да останат в курсив по време цялата продължителност на ретроспекцията. По този начин, тези времеви подскоци могат да бъдат шокиращи и объркващи и изискват особено стриктно четене.

### Заглавие
Заглавието на романа е заимствано от известния монолог на Макбет от действие 5, сцена 5 от Макбет на Уилям Шекспир:
Tomorrow and tomorrow and tomorrow,

Creeps in this petty pace from day to day

To the last syllable of recorded time,

And all our yesterdays have lighted fools

The way to dusty death. Out, out, brief candle!

Life's but a walking shadow, a poor player

That struts and frets his hour upon the stage

And then is heard no more: it is a tale

Told by an idiot, full of sound and fury,

Signifying nothing.
Веднага се набива на очи идеята на „tale told by an idiot“ – „приказка, разказана от луд“, в случая Бенджи, чието виждане за историята на Комсънови поставя началото на романа. Идеята може да се разшири също и за Куентин и Джейсън, чиито разкази представят техните вариации на идотизъм. Добавяйки към тази теза, романът разказва за упадъка и смъртта на традиционното южняшко семейство от средната класа, „the way to dusty death“ – „пътя към пепелива смърт“. Последният ред е може би най-значимия; Фокнър заявява в речта си по повод награждаването с Нобелова награда за литература, че хората трябва да пишат за неща, които извират от сърцето им, „универсални истини.“ В противен случай те не значат нищо.

## Възприемане
Романът постига голям успех сред критиката и значимо място измежду най-великите американски романи. Той изиграва и своята роля при получаването през 1949 на Нобелова награда за литература.
Високата оценка за романа в голяма част се дължи на техниката на нейната конструкция и способността на Фокнър да пресъздаде модела, по който мисълта тече в човешкото съзнание. Той е съществено развитие в техниката „поток на съзнанието“.

## Литературно значение
Подобно на по-голямата част от творчеството на Фокнър, Врява и безумство се разглежда като типифицираща Юга като цяло. Фокнър е погълнат от въпроса как идеалите на стария Юг могат да бъдат поддържани или запазени в епохата след Гражданската война. Разглеждан в тази светлина, упадъкът на семейство Компсън би могъл да бъде интерпретиран като изследване на корозията на традиционния морал, само за да бъде заменен от съвременна безпомощност. Най-завладяващите герои са и най-трагични, като Кади и Куентин не могат да оцелят в рамките на общество, чиито ценности те отхвърлят неистово, и то, обществото, е оставено на Джейсън, непривлекателен, но компетентно прагматичен, да поддържа статуквото, както е показано в края на романа.
Има също и ехо от екзистенциални теми в романа, както Сартр твърди в своето известно есе за Фокнър. Много от героите черпят от класически, библейски и литературни източници: Някои вярват, че Куентин (подобно на Дарл в As I Lay Dying) е вдъхновен от Хамлет, а Кади от Офелия. Името на Бенджамин може да произхожда от името на брата на Йосиф от Книга на битието.

## Адаптация
- През 1959 година е направена филмова адаптация с режисьор Мартин Рит и с Юл Бринер, Джоан Удуърд, Маргарет Лейтън, Стюарт Уитман, Итъл Уотърс, Джак Уордън и Албърт Декър в главните роли. Филмът има много малка прилика с романа.

## Лимитирано издание
През 2012 The Folio Society отпечата издание на Врява и безямство, лимитирано до 1480 копия. Това издание е първото, което използва цветно мастило, за да представи различните времеви измерения в първата част на романа. Това лимитирано издание също така се продава със специален коментарен текст, редактиран от учениците на Фокнър – Стивън Рос и Роел Полк. Според The Folio Society, "Ние никога не можем да знаем дали това [издание] е точно това, което Фокнър е имал предвид, но резултата оправдава неговата вяра, че цветните мастила биха позволили на читателите да следват направленията на романа по-лесно без да се компрометира ‘телепатията’, за която той се бори толкова страстно." 